# Starrcade (1998)
Starrcade 1998 fue la decimosexta edición de Starrcade, un evento de pago por visión producido por la World Championship Wrestling (WCW). Tuvo lugar el 27 de diciembre de 1998 desde el MCI Center en Washington D. C..

## Resultados
- Kidman derrotó a Rey Mysterio, Jr. y Juventud Guerrera en un Triangle match reteniendo el Campeonato Peso Crucero de la WCW (14:55)
  - Kidman cubrió a Guerrera con un "Roll-up".
- Kidman derrotó a Eddy Guerrero reteniendo el Campeonato Peso Crucero de la WCW (10:49)
  - Kidman cubrió a Guerrero después de un "Seven Year Itch".
- Norman Smiley derrotó a Prince Iaukea (11:31)
  - Smiley forzó a Iaukea a rendirse con un "Norman Conquest".
- Perry Saturn derrotó a Ernest Miller (con Sonny Onoo) (07:07)
  - Saturn cubrió a Miller después de un "Death Valley driver".
- Brian Adams y Scott Norton (con Vincent) derrotaron a Fit Finlay y Jerry Flynn (08:56)
  - Norton cubrió a Flynn después de un "Powerbomb".
- Konnan derrotó a Chris Jericho reteniendo el Campeonato Mundial de la Televisión de la WCW (07:27)
  - Konnan forzó a Jericho a rendirse con un "Tequila Sunrise".
- Eric Bischoff derrotó a Ric Flair (07:08)
  - Bischoff cubrió a Flair después de golpearle con un objeto.
- Diamond Dallas Page derrotó a The Giant (12:45)
  - Page cubrió a The Giant después de un "Diamond Cutter".
- Kevin Nash derrotó a Goldberg en un No Disqualification match ganando el WCW World Heavyweight Championship (24:48)
  - Nash cubrió a Goldberg después de un "Jackknife Powerbomb", luego de que Scott Hall electrocutara a Golberg con un taser eléctrico.
  - Esta fue la primera derrota de Goldberg en la WCW después de 173 victorias consecutivas.